# Thomas N. Downing

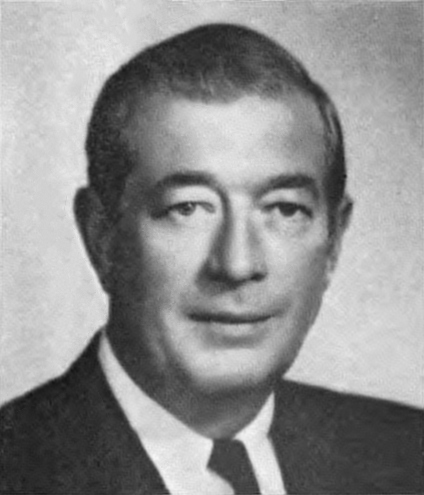
Thomas N. Downing, 1969

Thomas Nelms Downing (* 1. Februar 1919 in Newport News, Virginia; † 23. Oktober 2001 ebenda) war ein US-amerikanischer Politiker. Zwischen 1959 und 1977 vertrat er den Bundesstaat Virginia im US-Repräsentantenhaus.

## Werdegang
Thomas Downing besuchte die öffentlichen Schulen seiner Heimat einschließlich der Newport News High School. Danach war er bis 1940 am Virginia Military Institute in Lexington. Während des Zweiten Weltkrieges diente er zwischen 1942 und 1946 in der US Army. Nach einem anschließenden Jurastudium an der University of Virginia in Charlottesville und seiner Zulassung als Rechtsanwalt begann er in diesem Beruf zu arbeiten. Zwischenzeitlich war er auch in Warwick als Richter tätig. Gleichzeitig schlug er als Mitglied der Demokratischen Partei eine politische Laufbahn ein.
Bei den Kongresswahlen des Jahres 1958 wurde Downing im ersten Wahlbezirk von Virginia in das US-Repräsentantenhaus in Washington, D.C. gewählt, wo er am 3. Januar 1959 die Nachfolge von Edward J. Robeson antrat. Nach acht Wiederwahlen konnte er bis zum 3. Januar 1977 neun Legislaturperioden im Kongress absolvieren. In diese Zeit fielen unter anderem der Vietnamkrieg, die Endphase der Bürgerrechtsbewegung und die Watergate-Affäre. Seit 1975 war Downing Vorsitzender des Committee on Assassinations, das die spektakulären politischen Attentate der 1960er Jahre nochmals untersuchte. In diesem Zusammenhang war Downing fest davon überzeugt, dass Präsident John F. Kennedy im November 1963 einer Verschwörung zum Opfer gefallen war. In seinem Abschlussbericht kam dieser Untersuchungsausschuss im Jahr 1979 zu dem Schluss, dass möglicherweise zwei Schützen auf Kennedy geschossen hatten, womit eine Verschwörung tatsächlich in Betracht gezogen werden müsse. Zu diesem Zeitpunkt war Downing aber nicht mehr Mitglied des Kongresses, da er im Jahr 1976 auf eine weitere Kandidatur verzichtet hatte.
Nach dem Ende seiner Zeit im US-Repräsentantenhaus zog sich Thomas Downing aus der Politik zurück. Er starb am 23. Oktober 2001 in seinem Heimatort Newport News an den Folgen einer Darmoperation.